# Зерова, Мария Яковлевна
Мари́я Я́ковлевна Зе́рова (7 апреля 1902, Казатин Киевской губернии, ныне Винницкой области, Украина — 21 июля 1994, Киев) — советский миколог, доктор биологических наук.

## Биография
В 1924 году окончила биологический факультет Киевского университета.
Старший научный сотрудник Института ботаники имени Н. Г. Холодного Академии наук УССР.
Автор многочисленных статей и ряда монографий, посвященных грибам Украины.
13 декабря 1983 года стала лауреатом Государственной премии УССР в области науки и техники за пятитомное в семи книгах издания «Определитель грибов» (1967—1979).

## Семья
Муж — ботаник Дмитрий Зеров (1895—1971).
Дочь — зоолог, доктор биологических наук, профессор Марина Зерова (1934—2021).